# 默螳属
默螳属（学名：Alalomantis）为螳科的一个属。

## 下属物种
本属包括以下物种：
- 髋默螳 Alalomantis coxalis (Saussure & Zehntner, 1895)
- 异默螳 Alalomantis muta (Wood-Mason, 1882)